# Oneohtrix Point Never
Oneohtrix Point Never (ook wel Chuck Person) is een Amerikaanse experimentele muzikant en een alias van Daniel Lopatin (Wayland, 25 juli 1982).

## Biografie
Lopatin is de zoon van immigranten uit de voormalige Sovjet-Unie, allebei met een muzikale achtergrond. Enkele van zijn vroege experimenten met elektronische muziek waren geïnspireerd door zijn vaders jazz cassettes en zijn Roland Juno-60, een veel gebruikt instrument van Lopatin.
Het pseudoniem Oneohtrix Point Never is een woordspeling van een radio station uit Boston; WMJX 106.7. Lopatin is actief onder dit pseudoniem sinds zijn debuut in 2007.

## Discografie

### Albums
- Betrayed in the Octagon (2007, Deception Island)
- Transmat Memories (2008, Taped Sounds)
- Zones Without People (2009, Arbor)
- Russian Mind (2009, No Fun Productions)
- Returnal (2010, Editions Mego)
- Replica (2011, Software)
- Instrumental Tourist (with Tim Hecker) (2012, Software)
- R Plus Seven (2013, Warp Records)
- Garden Of Delete (2015, Warp Records)
- Age Of (2018, Warp Records)
- Magic Oneohtrix Point Never (2020, Warp Records)
- Again (2023, Warp Records)

### Ep's
- A Pact Between Strangers (2008)
- Hollyr (2008)
- Ruined Lives (2008)
- Young Beidnahga (2009)
- Scenes With Curved Objects (2009)
- Dog in the Fog (2012)
- Commissions I (2014)
- Commissions II (2015)

### Compilaties
- Rifts (2009/2012)
- Drawn and Quartered (2013)
- The Fall Into Time (2013)

### Filmmuziek
- The Bling Ring (2013)
- Partisan (2015)
- Good Time (2017)
- Uncut Gems (2019)

### Productie en mixwerk
- Nine Inch Nails - 'Find My Way', 2013 (Remix)
- Autre Ne Veut - ‘Anxiety’, 2013 (Additional Production, Keyboards - as Daniel Lopatin)[2]
- Ducktails - ‘The Flower Lane’, 2013 (Synthesizer - as Daniel Lopatin)[3]
- Okkyung Lee, Lasse Marhaug, C. Spencer Yeh - ‘Wake Up Awesome’, 2013 (Executive Producer - as Daniel Lopatin)[4]
- ‘Free Reign’, 2012 (Mixing - as Daniel Lopatin)[5]
- Antony and the Johnsons - ‘Swanlights EP’(Producer on Swanlights Opn Edit)[6]
- Harold Grosskopf - ‘Re-Synthesist’, 2011 (feature on ‘Trauma 2010)[7]
- Real Estate - ‘Out of Tune’, 2010 (credited with playing synthesizer)[8]

### Overig
- Chuck Person's Eccojams Vol. 1 (2010) (As Chuck Person) limited release, mixed cassette[9]

- Bibsys: 15040584
- Bibliothèque nationale de France: cb17753629g (data)
- Gemeinsame Normdatei: 104634322X
- International Standard Name Identifier: 0000 0003 7268 3616
- Library of Congress Control Number: no2011081698
- MusicBrainz: 9cea062d-d476-447f-98b4-e67e14bfd1e4
- Nationale Bibliotheek van Tsjechië: xx0320663
- Réseau des bibliothèques de Suisse occidentale: 02-A027331434
- Système universitaire de documentation: 236773291
- Virtual International Authority File: 170869112